# Tumbessvala
Tumbessvala (Tachycineta stolzmanni) är en fågel i familjen svalor inom ordningen tättingar.

## Utseende och läte
Tumbessvalan är den enda i sitt utbredningsområde som har vit övergump. Undersidan är fint streckad, men det syns bara på närhåll. Helvit undersida skiljer den från blåvit svala.

## Utbredning och systematik
Fågeln förekommer i kustnära nordvästra Peru (Tumbes till La Libertad) och näraliggande sydvästra Ecuador. Den behandlas som monotypisk, det vill säga att den inte delas in i några underarter.

## Levnadssätt
Tumbessvala hittas i ökenartade områden. Den ses vanligen i par eller smågrupper i flykten eller sittande i toppen på en liten buske eller träd.

## Status
Arten har ett begränsat utbredningsområde, men beståndet tros vara stabilt. IUCN kategoriserar arten som livskraftig.

## Namn
Fågelns vetenskapliga artnamn hedrar Jan Stanislaw Sztolcman (1854-1928) polsk zoolog verksam som samlare av specimen i tropiska Amerika 1875-1881 och 1882-1884.